# Sítio arqueológico do Cerro dos Zambujeiros
O Sítio arqueológico de Cerro dos Zambujeiros, igualmente conhecido como Cerca da Bicha, corresponde a um antigo povoado da Idade Média, situado no Município de Castro Verde, na região do Baixo Alentejo, em Portugal.

## Descrição e história
Os vestígios do habitat situam-se numa pequena colina na margem oriental da Ribeira de Cobres, sendo parcialmente cobertas por um olival com espécies centenárias. Segundo o levantamento arqueológico de 1995, no local verificou-se a presença de restos de muralhas e uma estela discóide, tendo em 1999 sido identificada uma cerca de pedra, em aparelho seco, com cerca de 1,5 m de altura e 1,2 m de altura, formando um recinto, no interior do qual foram encontrados a maior parte dos materiais. Em termos de espólio descobriram-se vários fragmentos de peças de cerâmica de construção, principalmente ladrilhos em barro cozido e telhas com decoração dedilhada, provavelmente da Idade Média. O nome de Cerca da Bicha, pelo qual o local é mais conhecido, surge nas Dízimas de 1779, embora como Cerco do Bicho.